# Euxoa perolivalis
Euxoa perolivalis är en fjärilsart som beskrevs av Smith 1905. Euxoa perolivalis ingår i släktet Euxoa och familjen nattflyn. Inga underarter finns listade i Catalogue of Life.